# Frans Brüggen
Franciscus ("Frans") Jozef Brüggen OCO OLN (Amsterdam 30 de outubro de 1934 — Amsterdam 13 de agosto de 2014) foi um maestro, flautista doce e flautista barroco holandês.
Nascido em Amsterdã, Frans Jozef Brüggen foi o último dos nove filhos de August Brüggen, dono de uma fábrica têxtil, e de sua esposa Johanna (nascida Verkley), uma cantora amadora. Ele estudou flauta doce e flauta no Liceu de Música de Amsterdã, além de musicologia na Universidade de Amsterdã. Em 1955, aos 21 anos, foi nomeado professor no Conservatório Real de Haia. Inicialmente reconhecido como virtuoso da flauta doce e flauta barroca, encomendou diversas obras para flauta doce, incluindo "Gesti" (1965) de Luciano Berio. Em 1972, co-fundou o ensemble de flautas de vanguarda "Sour Cream" com Kees Boeke e Walter van Hauwe.
Brüggen trouxe uma flexibilidade de tom e ritmo à execução solo da flauta doce que era inovadora para a prática historicamente informada na época. Notas em passagens lentas seriam levemente dobradas para afetar emocionalmente, o tom aquecido e resfriado, a messa di voce empregada, juntamente com considerável uso de rubato. Essas abordagens causaram alguma controvérsia na época, mas, em parte devido ao seu uso, tornaram-se mais comuns desde então.
Em 1981, co-fundou com Sieuwert Verster a Orquestra do Século XVIII (Orkest van de Achttiende Eeuw). Embora não tivesse um título formal na orquestra, ele era o seu maestro de fato até sua morte. A Orquestra da Era do Iluminismo (OAE) o nomeou seu maestro principal convidado, em paralelo com Simon Rattle, em 1992. A OAE mais tarde lhe deu o título de Maestro Emérito em 2007. Ele foi o maestro da Radio Kamerorkest nos Países Baixos de 1991 a 1994 e maestro-chefe conjunto da orquestra, ao lado de Péter Eötvös, de 2001 até a dissolução da orquestra em 2005. Brüggen conduziu o concerto final do sucessor do Radio Kamerorkest, a Orquestra de Câmara da Rádio dos Países Baixos, em 14 de julho de 2013. Foi professor visitante na Universidade Harvard e na Universidade da Califórnia.
Suas gravações incluem, como flautista, seleções das Pièces de Clavecin en Concerts de Jean-Philippe Rameau, e como maestro, Suites Instrumentais das óperas de Rameau (Dardanus, Les Boréales, Castor & Pollux, Les Indes galantes, Naïs, Zoroastre, Les Fêtes d'Hébé, Acante et Céphise), sinfonias de Ludwig van Beethoven, Joseph Haydn, Wolfgang Amadeus Mozart e Franz Schubert.

## Vida Pessoal
Brüggen foi casado duas vezes. Seu primeiro casamento com Ineke Verwayen resultou em duas filhas, Laura e Alicia. Seu segundo casamento foi com a historiadora de arte Machtelt Israëls, e deu origem a duas filhas, Zephyr e Eos. Brüggen era tio do solista de flauta doce e membro do Quarteto Amsterdam Loeki Stardust, Daniël Brüggen.